# Tally-ho

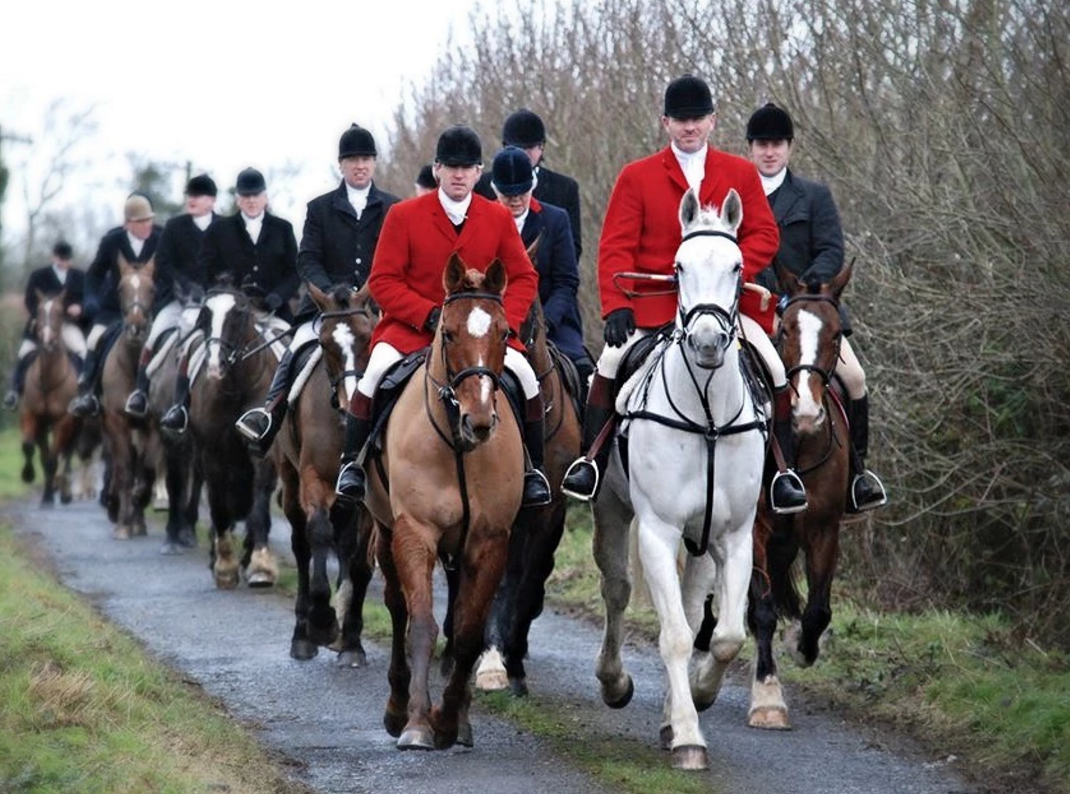
Участники охоты на лис

Tally-ho — английское выражение, старинный боевой клич участников охоты на лис, который оповещает о том, что добыча была замечена. Часто используется в сочетании со словами away или back. С XIX века термин использовался в отношении экипажей, с XX века — в отношении вражеской авиации.

## Происхождение
Предполагается, что выражение пошло от французского слова taïaut, которое употребляли на охоте на оленей: если замечали дичь, то этим выкриком приказывали спускать собак. Частица ho иногда считается сокращением от «hold» (англ. удерживать). По другой версии, расшифровка значения ведётся «taille haut» (фр. Клинки вверх).

## Применение
- Во время охоты на лис охотник обычно выкрикивал фразу «tally-ho», если обнаруживал добычу, и тем самым оповещал других участников охоты, призывая выпускать гончих.
- Во время Второй мировой войны лётчики ВВС Великобритании передавали в эфир «tally-ho», если обнаруживали немецкий истребитель и намеревались вступить с ним в бой.
- В наши дни «tally-ho» иногда передают в эфир пилоты самолётов, подтверждая сообщения от авиадиспетчеров о том, что недалеко от борта находится ещё один самолёт. Тем не менее, в официальном словаре Федеральной администрации авиации США этой фразы нет[3], а пилоты обязаны говорить «traffic in sight» при подтверждении обнаружения нового объекта или «negative contact» при невозможности обнаружить объект[4][5].
- Астронавты НАСА используют эту фразу во время наблюдений за другими космическими кораблями и станциями[6].
- «Tally-ho» в XIX веке называли некоторые экипажи. В Великобритании так называли дилижанс, который был способен значительно быстро преодолеть расстояние от Лондона до Бирмингема в 125 миль[7]. В США так называли большой экипаж или небольшой автомобиль без крыши[8].

## Галерея

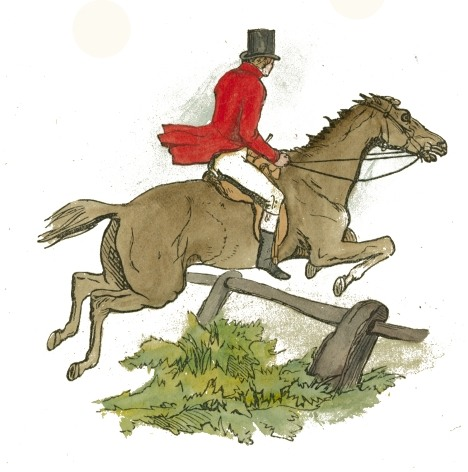
Всадник
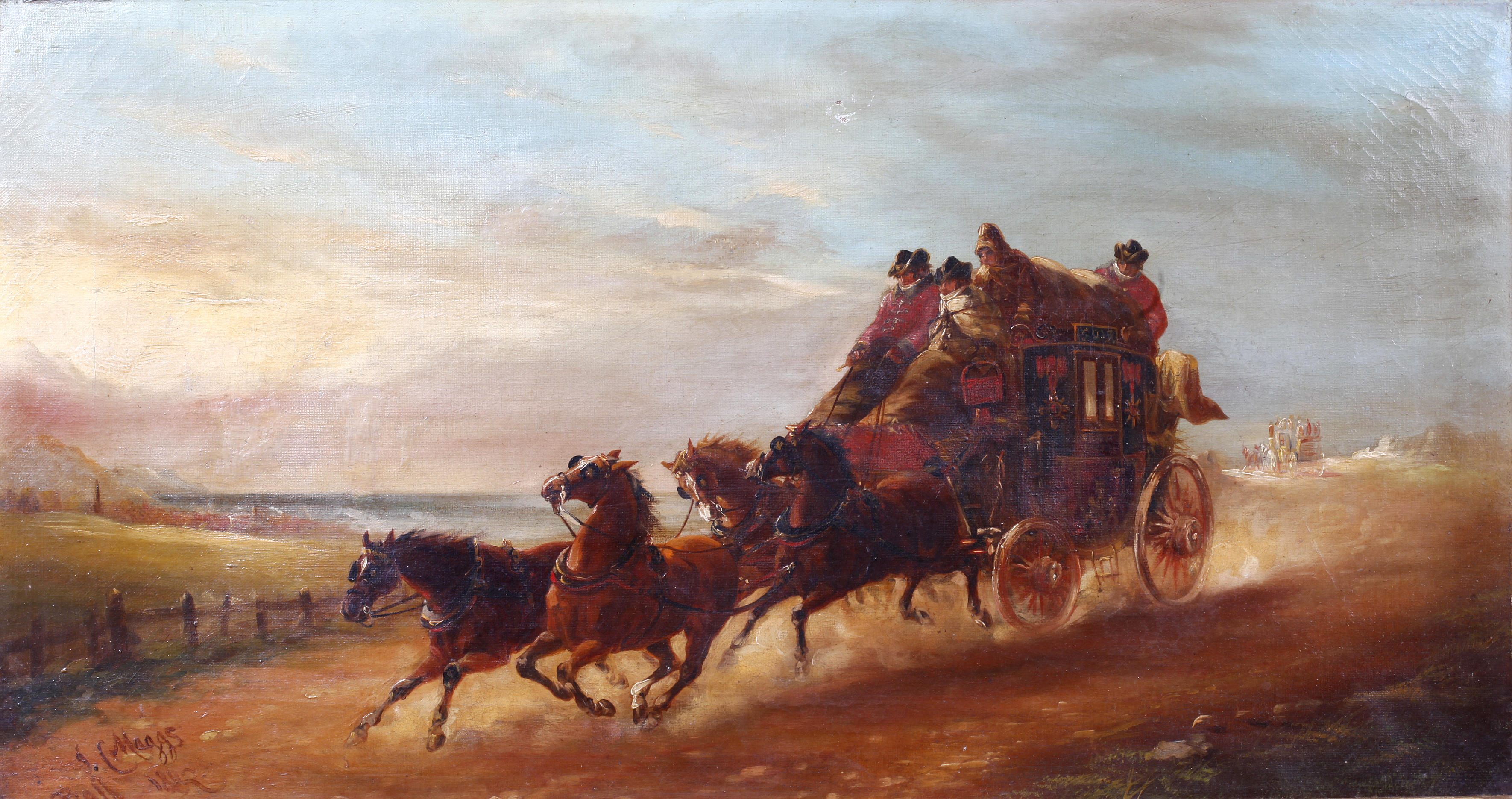
Кучер
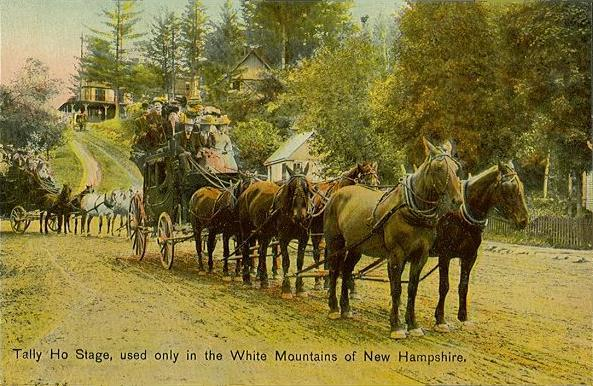
Дилижанс Tally-ho в Нью-Гэмпшире
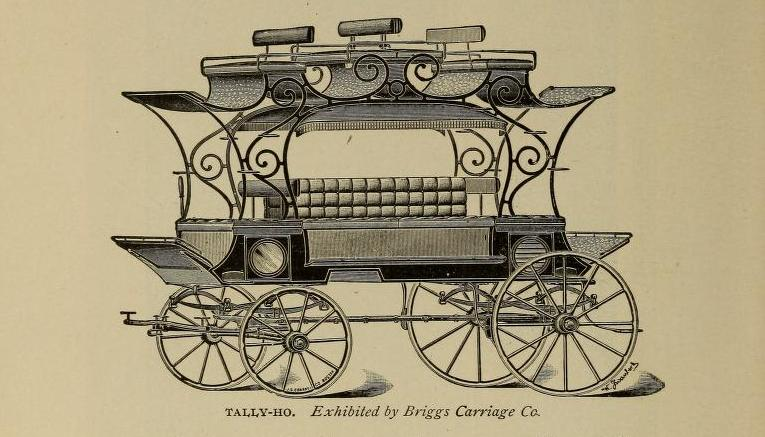
Дилижанс в Эмесбери, Массачусетс